# Caradrina clara
Caradrina clara är en fjärilsart som beskrevs av Karl Schawerda 1928. Caradrina clara ingår i släktet Caradrina och familjen nattflyn. Inga underarter finns listade i Catalogue of Life.